# Pentaschistis velutina
Pentaschistis velutina är en gräsart som beskrevs av Hans Peter Linder. Pentaschistis velutina ingår i släktet Pentaschistis och familjen gräs. Inga underarter finns listade i Catalogue of Life.